# Karlshöhe (Stuttgart)

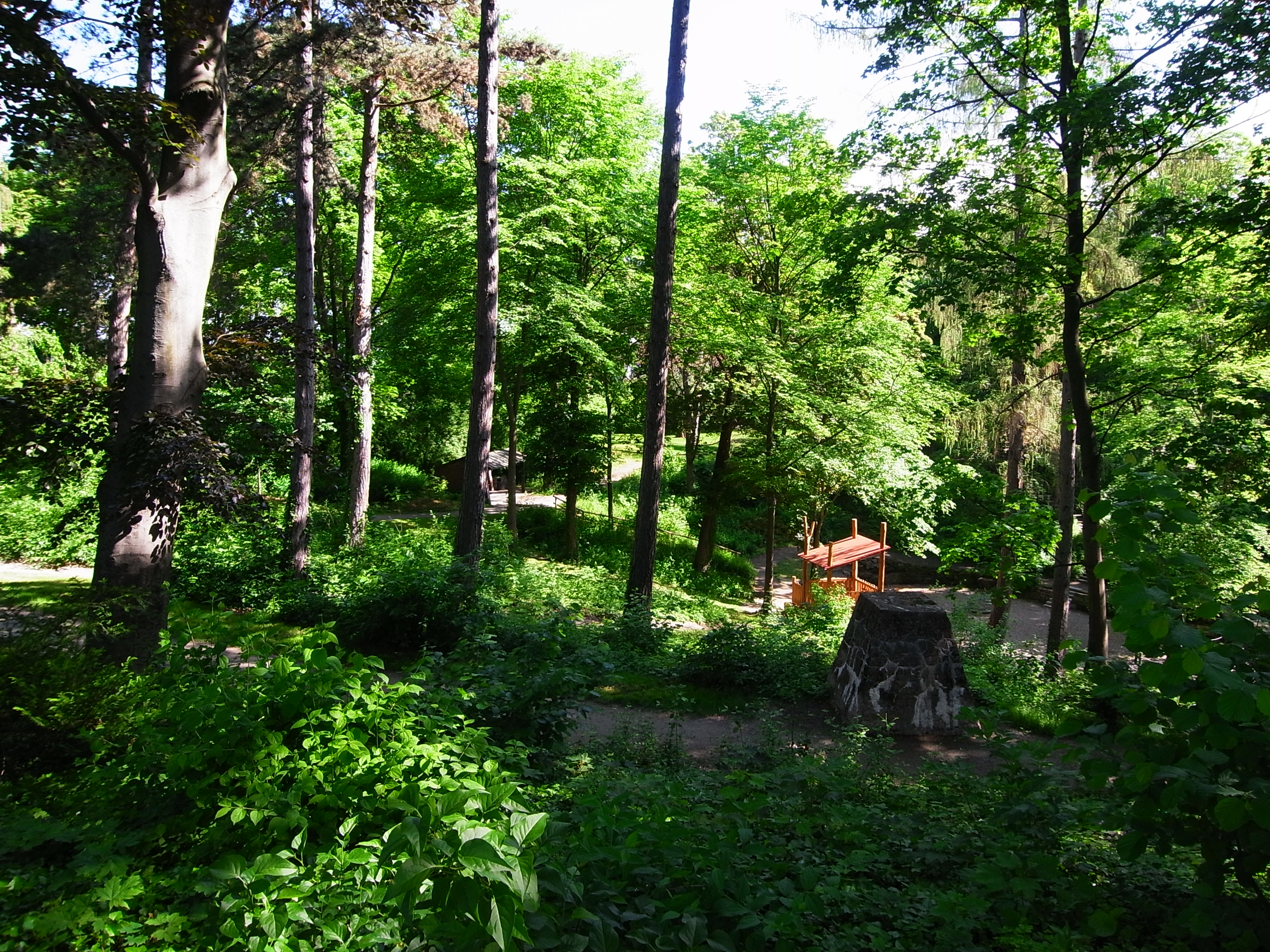
Der Blick von der Karlshöhe ist zumeist durch den Parkwald verstellt

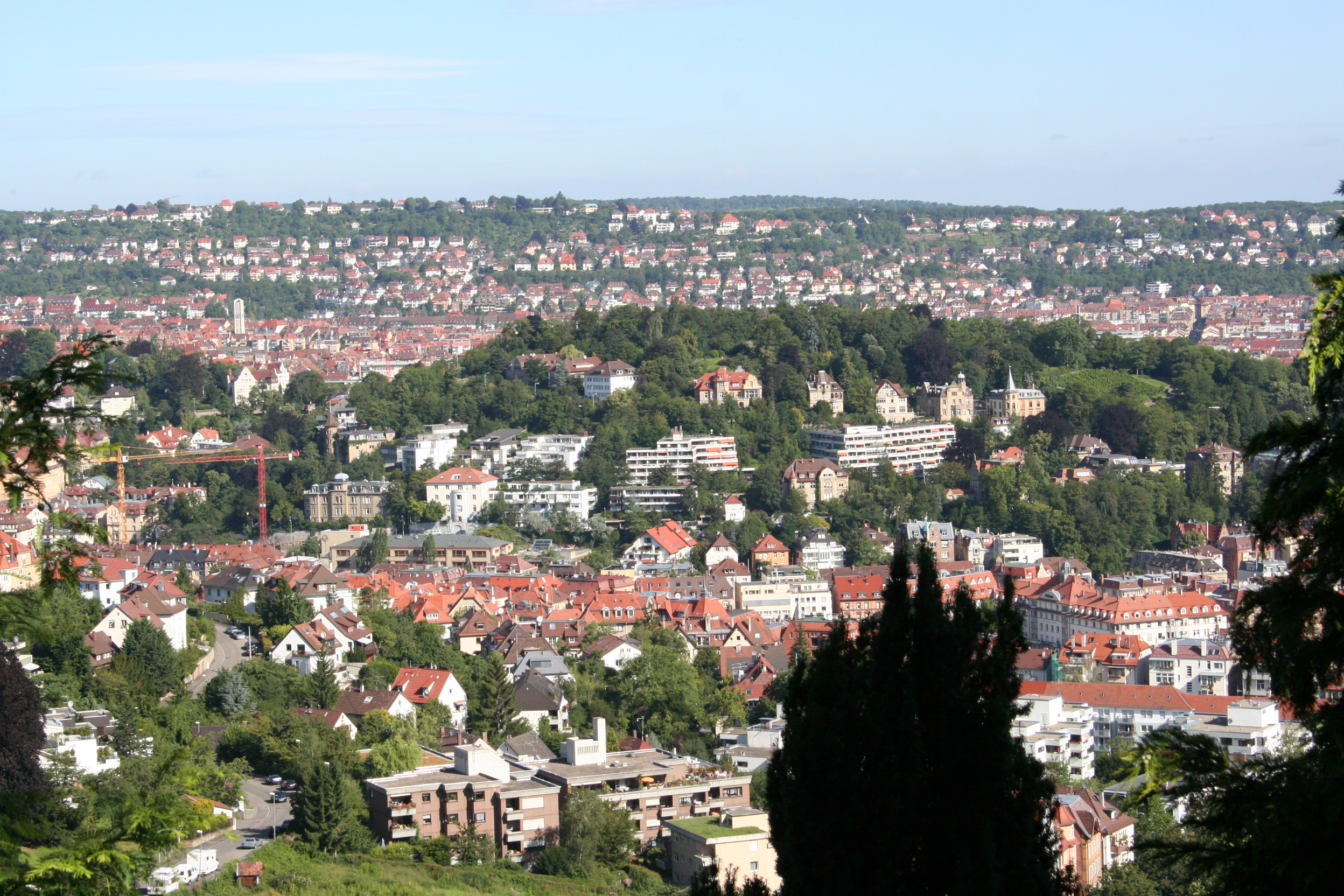
Blick von der Wernhalde; in der Bildmitte die Karlshöhe

Die Karlshöhe, bis 1889 Reinsburghügel, ist ein 344,2 m ü. NHN hoher Berg in Stuttgart. Er schließt sich, durch einen Sattel getrennt, an den Bergrücken des Hasenberges an, der am oberen Ende des Stuttgarter Talkessels von Westen her in diesen hineinragt und dort die Täler von Nesenbach mit Stuttgart-Süd und Vogelsangbach mit Stuttgart-West trennt. Die Karlshöhe überragt die Sohle des an ihrer Ostseite vereinigten Tales um fast 100 Meter. Ihr Fuß liegt hier nur etwa 500 Meter südwestlich der Stuttgarter Altstadt.
Karlshöhe ist zugleich der Name des südlich der Höhe gelegenen Stadtteils im Stadtbezirk Stuttgart-Süd.

## Gebietscharakter
Auf der Höhe liegen Weinberge, Gärten und öffentliche Grünanlagen, im unteren Bereich ist sie auf der Südseite auch teilweise bebaut. So existieren trotz diverser kriegsbedingter Einbußen heute noch prachtvolle Villenanlagen, beispielsweise der Architekten Albert Eitel und Eugen Steigleder aus den Baujahren 1910–11 für den Freiherren von Gemmingen-Hornberg mit der Villa Gemmingen. Weitere großbürgerliche Häuser aus der Zeit der Jahrhundertwende machen ebenfalls ihre Aufwartung, wie die von den Architekten Ludwig Eisenlohr und Carl Weigle erbauten Häuser der Mörikestraße Nr. 5, 9, 24a, 24b und 34.
Auf dem Gipfel, von dem sich ein Blick über die Innenstadt bietet, befinden sich ein Gartenlokal mit Aussichtsterrasse und in einer kleinen Bergkuppe ein Kinderspielplatz.
Diese Bergkuppe, auf der im Mittelalter möglicherweise die nicht genau nachgewiesene Reinsburg stand, besteht aus Schilfsandstein (geologisch: Stuttgart-Formation), der seit dem 14. Jahrhundert abgebaut und für Gebäude in Stuttgart verwendet wurde. Dadurch entstand eine Senke im Zentrum des Hügels. 1864/65 erwarb der Verschönerungsverein Stuttgart die Flächen der Kuppe des Reinsburghügels und gestaltete sie unter Integration des ehemaligen Steinbruchs als öffentlichen Park. 1889 wurde der Hügel zum 25-jährigen Regierungsjubiläum König Karls I. umbenannt. Für die Bundesgartenschau 1961 wurden mit den Grünanlagen am östlichen und nördlichen Hang grüne Zugänge zur Karlshöhe von der Innenstadt beziehungsweise vom Stuttgarter Westen geschaffen.

## Historisches
Reinsburg ist der alte Flurname des Bergs, der 1286 erstmals als Rainburg in einer Urkunde erscheint. Manche Historiker vermuten deshalb eine Burg auf dem Hügel, die jedoch früh abgegangen sein muss, da sich von ihr keinerlei Überreste erhalten haben. Andere Historiker bezweifeln hingegen, dass es auf dem Hügel eine Burganlage gegeben hat. Ob der Stuttgarter Stadtschultheiß Konrad an dem Raine etwas mit der Reinsburg zu tun hatte, ist ebenfalls unklar. Später bestand auf dem Reinsburghügel ein Steinbruch, der Quader zum Bau der Stuttgarter Stiftskirche und des Ulmer Münsters geliefert haben soll.
1864 hatte der Verschönerungsverein auf dem Berg eine Linde gepflanzt und sie Karlslinde getauft im Andenken an König Karl I. So kam auch der Berg zu seinem Namen, der vormals als Reinsburghügel bezeichnet wurde.
Später kreisten die Gedanken darum, wie man dem Berg selbst „die Krone aufsetzen“ könne. Das Projekt des Reichssenders Stuttgart war während der NS-Zeit schnell geboren. Ein 160 Meter langes und 120 Meter breites, mit der Akropolis in Athen vergleichbares Bauwerk sollte den zu eng gewordenen Standplatz Charlottenplatz ablösen. Zwar waren die Planungen im Jahre 1940 abgeschlossen, doch realisiert wurde das Unternehmen kriegsbedingt nie. Mittels Tausch gegen das Gelände der Villa Berg konnte der spätere Sender SDR die Karlshöhe „abschieben“.
1953 – knapp 100 Jahre nach Erbauung im Jahre 1856 – wurde an der Karlshöhe eine Villenruine abgebrochen, die 1944 im Krieg ausgebrannt war. Es handelte sich um die Villa Siegle, des Fabrikanten Gustav von Siegle, deren Herkunft auf den Architekten Adolf Gnauth zurückzuführen war. Zusammen mit dem Kunsthistoriker Eduard Paulus hatte der Bauherr auf einer Italienreise nach einem Vorbild für sein Domizil gesucht und selbiges in der Villa Carlotta in Tremezzo am Comer See erkannt. Die danach entstandene Villa galt als eine der schönsten Bauten der Stadt.

## Lapidarium
Am Fuße der Karlshöhe in der Mörikestraße befindet sich das Städtische Lapidarium Stuttgart, in dem die steinernen Überreste Alt-Stuttgarts zusammengetragen sind. Die Steinsammlung geht im Wesentlichen auf die Historiker Gustav Wais und Wilhelm Speidel zurück, die die Stücke vom Trümmerschutt der Kriegsjahre trennten und archivierten.